# 學人路
學人路（Xueren Rd.）是屏東縣內埔鄉南端的南北向重要幹道，北起埔興路、永光路口接廣濟路，屬縣道187號，途中由屏光路轉入的台1線屏鵝公路共線，沿線經過美和科大和美和中學。其中縣道187號此轉四維路往萬巒鄉，而台1線延續本道路往南跨越龍頭溪接竹田鄉水源路。為內埔鄉往來萬巒鄉、竹田鄉的主要道路。因學人路亦屬台1線屏鵝公路路段之一，所以也是往來潮州鎮、枋寮鄉、楓港、墾丁及台9線南迴公路的南北長途重要道路。

## 行經行政區域
- 內埔鄉

## 沿線設施
（由北至南）
- 屏科大北平小館
- 全聯福利中心內埔學人店
- 方程式文具百貨大批發內埔店
- 大港超市內埔店
- 燦坤3C內埔店
- 21世紀生活百貨廣場內埔店
- 7-Eleven學興門市
- 新中華餐廳
- 順發3C量販內埔店
- 美和科技大學
- 美和高級中學
- 美和科大停車場
- 萊爾富屏瑋店
- 福泉花生豆腐
- 美和動物藥品行
- 屏東縣文化資產維護學會、屏東平原鄉土文化協會、三間屋文化工坊（學人路88號）
- 美和福德祠
- 台灣中油一陽加油站
- 屏東縣立僑智國小（页面存档备份，存于）
- 龍頭溪橋

## 本道路交通
- 屏東客運
  - 8235 屏東－西勢－內埔－佳佐
  - 8236 屏東－內埔－萬巒－佳佐
  - 8237 屏東－內埔－竹田－潮州
  - 8238 屏東－內埔－萬巒－潮州
  - 8239 屏東－內埔－竹田－潮州－恆春（不經竹田鄉公所）
  - 8240 潮州－內埔－三地門
- 國光客運
  - 1773 高雄（捷運鳳山國中站）－屏東－枋寮－恆春
  - 1780 屏東－內埔－竹田－潮州－佳冬－枋寮